# Ferrari F310
Ferrari F310 in njegova evolucija F310B je Ferrarijev dirkalnik Formule 1, ki je bil v uporabi v sezonah 1996 in 1997, ko sta z njim tekmovala Michael Schumacher in Eddie Irvine.
F310 se je izkazal za konkurenčen dirkalnik, ki pa ni imel potrebne zanesljivosti, zato je v sezoni 1996 dominiral Williams FW18. Kljub temu je Schumacher uspel zmagati na treh dirkah, toda pomanjkljivosti dirkalnika dirkalnika F310 nazorno kaže Irvinova serija sedmih zaporednih odstopov, večina zaradi mehanske okvare, pa tudi trije dvojni odstopi. Razvoj dirkalnika je doletelo več težav, zato so morali na začetku sezone dirkati z nekaterimi lanskimi komponentami, med tem ko so razvijali nove.
Dirkalnik Ferrari F310 je znan kot prvi Ferrarijev dirkalnik Formule 1, ki je imel na mesto tradicionalnega motorja V12, manjši in lažji motor V10. Oznaka F310 se nanaša na tip motorja, 3 litrski in 10 cilindrični. Podobne oznake je Ferrari uporabljal za dirkalnike že med sezonama 1966 in 1980 (312, 312B in 312T). Tudi motor je imel oznako 310.
F310 je bil edini dirkalnik v sezoni 1996 z nizkim nosom, saj je bil visok nos zaradi aerodinamičnih prednosti že skoraj standard. Glavni dizajner John Barnard je to obrazložil z besedami, da je dirkalnik projekt v nastajanju, ki naj bi sčasoma pripeljal do naslova prvaka.
Z zaposlitvijo Roryja Byrna in Rossa Brawna, ki sta uporabila dirkalnik F310 kot osnovo za nov dirkalnik F310B za novo sezono 1997, se je začela ponovna Ferrarijeva pot na vrh. Dirkalnik je bil nekoliko zanesljivejši, toda še vedno je bil proti FW19 Williams-Renaulta v zaostanku tako glede moči motorja, kot tudi glede aerodinamike.
Kljub temu je dvakratni prvak Michael Schumacher držal obljubo iz leta 1995, da bo v sezoni 1996 dosegel tri zmage, v sezoni 1997 pa se bo boril za naslov do zadnje dirke. Toda tam mu ni uspelo zadržati Jacquesa Villeneuva v hitrejšem Williamsu, ki ga je prepozno zaprl, odstopil in bil še diskvalificiran z drugega mesta v prvenstvu.
F310/B je skupaj osvojil osem zmag, 22 stopničk, 7 najboljših štartnih položajev in 172 točk. V obeh sezonah je v konstruktorskem prvenstvu končal kot drugi. Dirkalnik je tudi služil kot osnova za F300, ki ga je zamenjal za sezono 1998.

## Popolni rezultati Formule 1
(legenda) (Odebeljene dirke pomenijo najboljši štartni položaj)
| Leto | Moštvo  | Motor       | Gume | Dirkača            | 1   | 2   | 3   | 4   | 5   | 6   | 7   | 8   | 9   | 10  | 11  | 12  | 13  | 14  | 15  | 16  | 17  | Toč | Prv. |
| ---- | ------- | ----------- | ---- | ------------------ | --- | --- | --- | --- | --- | --- | --- | --- | --- | --- | --- | --- | --- | --- | --- | --- | --- | --- | ---- |
| 1996 | Ferrari | Ferrari V10 | G    |                    | AVS | BRA | ARG | EU  | SMR | MON | ŠPA | KAN | FRA | VB  | NEM | MAD | BEL | ITA | POR | JAP |     | 70  | 2.   |
| 1996 | Ferrari | Ferrari V10 | G    | Michael Schumacher | Ret | 3   | Ret | 2   | 2   | Ret | 1   | Ret | DNS | Ret | 4   | 9   | 1   | 1   | 3   | 2   |     | 70  | 2.   |
| 1996 | Ferrari | Ferrari V10 | G    | Eddie Irvine       | 3   | 7   | 5   | Ret | 4   | 7   | Ret | Ret | Ret | Ret | Ret | Ret | Ret | Ret | 5   | Ret |     | 70  | 2.   |
| 1997 | Ferrari | Ferrari V10 | G    |                    | AVS | BRA | ARG | SMR | MON | ŠPA | KAN | FRA | VB  | NEM | MAD | BEL | ITA | AVT | LUK | JAP | EU  | 102 | 2.   |
| 1997 | Ferrari | Ferrari V10 | G    | Michael Schumacher | 2   | 5   | Ret | 2   | 1   | 4   | 1   | 1   | Ret | 2   | 4   | 1   | 6   | 6   | Ret | 1   | Ret | 102 | 2.   |
| 1997 | Ferrari | Ferrari V10 | G    | Eddie Irvine       | Ret | 16  | 2   | 3   | 3   | 12  | Ret | 3   | Ret | Ret | 9   | 10  | 8   | Ret | Ret | 3   | 5   | 102 | 2.   |